# Němčice, Prachatice
Němčice là một làng thuộc huyện Prachatice, vùng Jihočeský, Cộng hòa Séc.